# Дубравка (фільм)
«Дубравка» — радянський художній фільм режисера Радомира Василевського. Знятий за мотивами однойменного оповідання Радія Погодіна на Одеській кіностудії в 1967 році.

## Сюжет
У центрі картини — переживання дівчини-підлітка в перехідному віці.
У Криму, на березі Чорного моря живе дівчинка, на ім'я Дубравка. Вона грає в футбол, плаває в морі, бігає з хлопцями наввипередки, з нею постійно трапляються якісь пригоди. Але настає час, і Дубравка починає дорослішати. Вона немов в підвішеному стані: грати з хлопцями, возитися з малюками їй більше не дуже цікаво, а більш дорослі хлопці та дівчата не звертають на неї особливої уваги, ставлячись до неї як до дитини (епізод з репетицією вистави «Снігова королева»).
У будинку Дубравки тимчасово поселяється Валентина Григорівна — красива молода жінка, яка приїхала відпочивати дикуном. Спочатку вона дуже подобається дівчинці, Дубравка буквально закохується в неї. Але потім сусід Дубравки — Петро Петрович, самотній батько двох дітлахів — і Валентина Григорівна переймаються один до одного симпатією, і Дубравка починає її сильно ревнувати. До того ж цей Петро Петрович часто жартує над Дубравкою, хоча і добродушно. Дівчинка не знає, куди подітися від вируючих в ній суперечливих почуттів, імпульсивно реагуючи на всі образливі, на її думку, слова на свою адресу. Водночас вона жадібно ловить найменші прояви щирої доброзичливості оточуючих.
Юна Дубравка до кінця фільму починає розуміти, що людські відносини вимагають участі й душевних витрат, і її безглузді конфлікти поступово починають вирішуватися самі собою. Вона мириться зі своїм дворовим суперником на прізвисько Утюг, знаходить взаєморозуміння з Петром Петровичем, відчуває, що незаслужено образила Валентину Григорівну.
У заключних сценах, коли вона проводжає своїх друзів в Ленінград або обіцяє повідомити Петру Петровичу адресу Валентини Григорівни, яка виїхала, Дубравка не тільки розширює межі свого нового світу, який географічно виходить за межі чорноморського пляжу, — вона і сама немов спливає з дитинства, залишаючи його кораблик позаду…

## У ролях
- Ліна Бракніте —  Дубравка
- Нійоле Вікірайте —  Валентина Григорівна
- Віталій Фадєєв —  Петро Петрович
- Костя Усатов —  Сергійко
- Оля Анікіна —  Наташка
- Георгій Слабиняк —  Ілля Хомич
- Сергій Тихонов —  Вовка «Утюг»
- Михайло Черниш —  «Зеленка»
- Віктор Семьоновський —  «Радник» (Коля)
- Алла Вітрук —  «Снігова королева» (Зіна Куріцина)
- Рональд Гравіс —  «Казкар» (Яша)
- Ніна Вільвовська —  «Маленька розбійниця» (Ліза)
- Оля Семенова —  «Герда»
- Валерій Зубарєв —  «Кай» (Юра)
- Георгій Мілляр —  старий артист Антон Юрійович, листоноша
- Катерина Калініна —  бабуся Дубравки
- Анатолій Обухов —  уболівальник
- Лев Перфілов —  залицяльник на пляжі
- Григорій Лямпе —  стиляга на пляжі
- В епізодах: Люда Іцекзон, В. Кисельов, Н. Лазарєва, Т. Сливченко, В'ячеслав Лобода, Д. Вовк,  Сергій Пономарьов,  Олексій Строєв, Микола Криворуков, С. Зайченко;
  - друзі «Утюга»: В. Каргапольцев, А. Корсунський, Н. Марунич, В. Шестаков, М. Сопов, С. Шубін

## Знімальна група
- Режисер-постановник: Радомир Василевський
- Сценаристи Юрій Чулюкін, Радій Погодін
- Оператори-постановники: Василь Кирбижеков, Микола Луканьов
- Художники-постановники: Євген Галей, Павло Холщевников
- Режисер: В. Вінніков
- Звукооператор: Едуард Гончаренко
- Композитор: Едуард Лазарев
- Художник по костюмах: І. Пішеніна
- Художник по гриму: Павло Орленко
- Монтаж: Т. Дон
- Редактор: Василь Решетников
- Комбіновані та підводні зйомки: Борис Мачерет, Іван Пуленко, Костянтин Лавров
- Директори картини: Л. Рибак, Михайло Бараболько

## Фестивалі та премії
- 1967 — Республіканський кінофестиваль: приз Ліна Бракніте за найкращу жіночу роль
- 1970 — Головний приз Другого республіканського кінофестивалю